# Oncorhynchus masou rhodurus
Oncorhynchus masou rhodurus  (лат.) — подвид рыб вида сима (Oncorhynchus masou) семейства лососёвых. Обитает в озере Бива в префектуре Сига, Япония, при этом достоверно известно об обитании рыбы лишь в северной части этого озера.
Рыба питается планктоном, водными насекомыми.

## Внешний вид
Взрослые экземпляры этой рыбы имеют длину от 40 до 50 см и массу от 1,5 до 2,5 кг, хотя некоторые особи могут достигать 70 см длины и массы 5,0 кг.

## Использование в кулинарии
Рыба и её икра считаются деликатесом. Обычно рыбу готовят в виде сасими, в гриле или в копчёном виде, а также во фритюре.